# العميل 77 (فلم)
العميل 77 هو فيلم مصري عرض عام 1969، بطولة فريد شوقي وسهير البابلي ونوال أبو الفتوح وثلاثي أضواء المسرح، ومن إخراج نيازي مصطفى.

## قصة الفيلم
تدخل إحدى العصابات الدولية إلى الأراضي المصرية في هيئة فريق تصوير سينمائي، لكنهم يستهدفون في الحقيقة تصوير مجموعة من الأماكن العسكرية الحساسة على ميكروفيلم، وخلال إحدى عملياتهم يصير الميكروفيلم بالخطأ في حوزة الثلاثي (الضيف)، و(سمير)، و(جورج) الذين يبحثون عن عمل في مجال السينما، لكنهم يصيرون شاهدين على جريمة قتل، مما يجعل حياتهم في خطر، ومن هنا يتدخل أحد ضباط الشرطة ليتقمص شخصية شقيق القتيل من أجل الكشف عن أفراد هذه العصابة.

## طاقم التمثيل
- فريد شوقي: (الرائد كمال سليمان)
- سهير البابلي: (ماريا)
- نوال أبو الفتوح: (نادية)
- ثلاثي أضواء المسرح
  - سمير غانم
  - جورج سيدهم
  - الضيف أحمد
- حسن شفيق: (سيمون)
- أحمد أباظة: (بترو دي روما)
- نصر سيف: (ماكس)
- محمد دسوقي
- حسين الشربيني
- محمد سلطان
- حسن حسين
- سيد العربي
- أنجيل آرام
- سمير ولي الدين
- مختار السيد
- محمد رفعت
- سيد إبراهيم
- فؤاد راشد

## فريق العمل
- إخراج: نيازي مصطفى
- قصة وسيناريو: عبد الحي أديب
- حوار: بهجت قمر
- مدير التصوير: عادل عبد العظيم
- مونتاج: جلال مصطفى، صلاح عبد الرازق
- إنتاج: أفلام سعيد الدفراوي
- موسيقى تصويرية: جوني كونتس
- توزيع داخلي: أفلام جمال الليثي
- توزيع خارجي: وكالة الجاعوني
- تأليف الأغاني: حسين السيد
- ألحان الأغاني: حلمي بكر